# Desordenada habitación
Desordenada habitación es el título de una canción de la banda de pop rock española Nacha Pop, compuesta por Antonio Vega e incluida en su LP El momento.

## Descripción
La canción trata sobre el amor, los desequilibrios emocionales y la constante búsqueda de significados racionales dentro del caos. abordando el tema de la fragilidad humana y la soledad. Es, por tanto, una balada romántica, que se sustenta sobre el sonido de la guitarra acústica. Se trata de uno de los temas más notables en la discografía de Nacha Pop.

## Versiones
El propio Vega versionó su canción junto a Enrique Urquijo para el álbum de Enrique Urquijo y Los Problemas Desde que no nos vemos. Previamente había sido interpretada por Tam Tam Go! en el disco homenaje a Antonio Vega Ese chico triste y solitario (1993) y posteriormente lo sería por Iván Ferreiro en El alpinista de los sueños. Tributo a Antonio Vega (2010).